# تادئوش کوموروسکی
ژنرال تادئوش کوموروسکی (به لهستانی:  Tadeusz Komorowski) (۱۸۹۵–۱۹۶۶) ژنرال و فرمانده لهستانی بود. او که بیشتر با نام مستعارش Bór-Komorowski شناخته می‌شود (Bór در لهستانی به معنی جنگل است) رئیس ستاد ارتش لهستان در زمان قیام ورشو و پس از آن نخست‌وزیر دولت در تبعید لهستان بود.

## لهستان اشغالی
کوموروسکی در بخش اتریشی لهستان (واقع در اوکراین امروزی) به دنیا آمد و در جنگ جهانی اول در خدمت ارتش اتریش-مجارستان بود. پس از تشکیل کشور لهستان او نیز به ارتش این کشور پیوست و در هنگام تهاجم به لهستان در برابر نیروهای آلمانی جنگید. در طول سال‌های بعد او به سازماندهی و تشکیل جنبش مقاومت لهستان برای مقابله با اشغال کشور توسط نیروهای آلمانی مشغول بود و در همین مدت به سمت فرماندهی ارتش میهنی رسید.
در هنگام قیام ورشو او فرمانده نیروهای داخل شهر بود و به مدت ۶۳ روز یکی از خونین‌ترین نبردهای جنگ جهانی دوم را رهبری می‌کرد. در نهایت او پس از تسلیم نیروهای لهستانی در داخل ورشو توسط نیروهای آلمانی اسیر شد و به کمپ اسرا واقع در افلگ چهار-سی انتقال یافت. در طول این مدت او علی‌رغم فشار زیاد آلمانی‌ها حاضر به صدور فرمان تسلیم نیروهای ارتش میهنی حاضر در لهستان اشغالی نشد.

## پس از جنگ
پس از پایان جنگ کوموروسکی به لندن رفت و از سال ۱۹۴۷ تا ۱۹۴۹ به عنوان نخست وزیر دولت در تبعید لهستان به کار پرداخت. در نهایت او در سن ۷۱ سالگی در ۲۴ اوت ۱۹۶۶ در لندن درگذشت و نزدیک ۳۰ سال بعد جسدش برای تدفین به ورشو برده شد.